# Thomas Trollope (3e baron Kesteven)
Pour les articles homonymes, voir Trollope.
Thomas Carew Trollope, 3e baron Kesteven, né le 1er mai 1891 et mort à Oran le 5 novembre 1915, est un militaire et aristocrate britannique, tué au combat durant la Première Guerre mondiale.

## Biographie
Fils unique du major Robert Trollope, il grandit à Taunton dans le Somerset et est éduqué au collège d'Eton. Il fait ensuite carrière dans l'armée, intégrant en 1908 le régiment de cavalerie Lincolnshire Yeomanry, où son oncle John Trollope, 2e baron Kesteven, est lieutenant-colonel. Promu capitaine à l'entame de la Première Guerre mondiale, il est envoyé en France et intégré au Corps de cavalerie indien (en). À la mort de son oncle John le 26 juillet 1915, il hérite du titre de baron Kesteven, et d'un siège à la Chambre des lords,,.
Il retourne un temps au Royaume-Uni, puis rejoint le régiment de Lincolnshire Yeomanry qui est envoyé aux Balkans. C'est alors que le régiment est transporté de Gibraltar vers Alexandrie par le navire de marine S.S. Mercian que ce dernier est attaqué par le sous-marin allemand U-38 le 3 novembre. Blessé à bord, Thomas Trollope est hospitalisé à Oran en Algérie française, où il meurt deux jours plus tard à l'âge de 24 ans. Son corps est rapatrié et inhumé auprès de ceux de ses ancêtres dans l'église de Crowcombe à proximité de Taunton,,,,.
Il est l'un des quarante-trois parlementaires britanniques morts durant la Guerre et commémorés par un mémorial à Westminster Hall, dans l'enceinte du palais de Westminster où siège le Parlement. Étant donné qu'il est mort sans enfants, son titre de baron s'éteint avec lui,.